# Estimata herrichschaefferi
Estimata herrichschaefferi är en fjärilsart som beskrevs av Alphéraky 1895. Estimata herrichschaefferi ingår i släktet Estimata och familjen nattflyn. Inga underarter finns listade i Catalogue of Life.